# Femcine
Femcine, Festival Cine de Mujures est un festival de films de femmes créé en 2010 au Chili.

## Description
Le festival est fondé par Antonella Estévez, en 2010. La première édition a lieu en 2011, à Santiago. Le festival a pour vocation de découvrir et soutenir le travail des femmes cinéastes et de diffuser des films traitant des questions de genre.
Le festival est créé à un moment où les films de femmes sont plus nombreux mais sont invisibles. En 2017, la situation n'a pas beaucoup changé. Sur les 40 longs métrages sortis en 2016 au Chili, quatre sont réalisés par des femmes. 11% des films ont un personnage féminin. Au Chili, de 2007 à 2017, il n'y a qu'une réalisatrice : Alicia Scherson.
Les films sélectionnées répondent à quatre critères : ils sont réalisés par des femmes, il y a plusieurs personnages féminins, les personnages féminins sont non stéréotypés, le film est de qualité.
Le festival met l'accent sur les violences faîtes aux  femmes, les discriminations, les injonctions sur la beauté et le corps, le vécu des personnes trans et de la communauté LGBTQ. Environ 70 films sont sélectionnés chaque année.
En 2019, Femcine consacre une rétrospective à la réalisatrice brésilienne : Susanna Lira.
En 2021, quatre films belges francophones sont projetés à Femcine.

## Compétitions
En 2022, il y a quatre sections compétitives :
- compétition internationale de longs métrages,
- compétition internationale de courts métrages,
- compétition de courts métrages de l'école de cinéma chilienne,
- Work In Progress.

Les sections internationales présentent des films qui ont été sélectionnés dans des festivals internationaux comme Festival de Cannes, Berlinale, Mar del Plata.